# 董三遷
董三遷（1531年—？），字汝孟，號東山，山東萊州府昌邑縣人，軍籍，明朝政治人物。

## 生平
嘉靖四十三年（1564年）甲子科山東鄉試第三十九名。嘉靖四十四年（1565年），登乙丑科第三甲第一百三十名進士。通政司观政，初知榆次縣，勤政爱民。隆慶二年（1568年）升延安府通判，未抵任，致仕归。

## 家族
曾祖董迪；祖父董春，壽官；父董瑁，母李氏。兄三策（省祭）、三省、三槐、三聘（庠生）。